# Geoffrey Elliott
Geoffrey Elliott   (Ilford, 7 d'abril de 1931 - Calgary, 12 d'octubre de 2014) és un atleta anglès, ja retirat, especialista en el salt de perxa, que va competir durant la dècada de 1950. Es casà amb la també atleta Pamela Seaborne.
El 1952 va prendre part en els Jocs Olímpics d'Estiu de Hèlsinki, on disputà dues proves del programa d'atletisme. Fou novè en el decatló, mentre en el salt de perxa quedà eliminat en sèries.
En el seu palmarès destaquen una medalla de bronze en salt de perxa al Campionat d'Europa d'atletisme de 1954, rere Eeles Landström i Ragnar Lundberg, i dues d'or, també en perxa, als Jocs de l'Imperi Britànic i de la Comunitat de 1954 i 1958. També guanyà tres campionats nacionals de salt de perxa, el 1952, 1953 i 1955.
Va millorar en diferents ocasions el rècord britànic de salt de perxa, passant de 4,15 a 4,30 metres. També millorà en tres ocasions els rècord nacional de decatló.

## Millors marques
- Salt de perxa. 4,30 metres (1954)[1][6]